# Carl Laudien
Carl Laudien, né le 4 octobre 1799 à Königsberg et mort le 27 février 1856 à Hohenstein, est un fonctionnaire et homme politique prussien. Il est membre du Parlement de Francfort de 1848 à 1849. 

## Biographie
Laudien naît le 4 octobre 1799 à Königsberg dans la province de Prusse-Orientale d'un père prédicateur à l'église des Anciens jardins (de). Après ses études au Collège Fridericianum, dont il sort sans diplôme, il suit une formation d'agriculteur et de géomètre puis, à partir de 1827, fait des études de droit. Après celles-ci, jusqu'en 1834, il travaille comme assistant juridique puis commissaire d'arrondissement à la justice et à l'économie auprès de la commission générale à Königsberg. Par la suite, de 1834 à 1838, Laudien exerce la fonction de haut-commissaire auprès du gouvernement de district de Gumbinnen puis, de 1838 à 1855, il est conseiller économique (Ökonomierat), d'abord à Gumbinnen, puis auprès du gouvernement de district de Könisberg à partir de 1846. 
En 1848, il est élu député au Parlement de Francfort dans la 7e circonscription du district de Gumbinnen, représentant l'arrondissement de Goldap, et siège à partir du 29 juin. Il rejoint la fraction Landsberg (centre) et, en mars 1849, vote pour l'élection du roi de Prusse Frédéric-Guillaume IV comme empereur des Allemands, avant de quitter le Parlement le 30 mai. 
Entre 1855 et 1856, Laudien est encore commissaire spécial du département agricole du gouvernement de district de Königsberg à Hohenstein. Il meurt dans cette dernière ville le 27 février 1856, à 56 ans.